# Aa (fiume)
L'Aa è un fiume della Fiandra francese. Nasce nelle colline dell'Artois presso la città di Desvres e sbocca nel Mare del Nord a Gravelines. Risulta navigabile da Saint-Omer, dove termina il canale Neuffossé, alla foce. Il corso del fiume tocca anche il comune di Bourbourg. 
Aa è la contrazione della parola celtica o forse germanica per "acqua", con il significato di "acqua corrente"